# OkCupid
OkCupid是Match Group旗下一个总部位于美国的在线约会、交友网站和应用程序。它的特点是通过选择题来匹配会员。OkCupid被《時代》杂志列为2007年十大交友网站。该网站于2011年被IAC的Match.com部门收购。 